# Chiến tranh Nga-Cuman

Cuộc hành binh của công tước Igor - tranh của Nikolai Rerikh

Chiến tranh Nga-Cuman – là một loạt các cuộc chiến tranh kéo dài khoảng một thế kỷ rưỡi giữa Nga Kiev và các bộ lạc Cuman-Kipchak. Những cuộc chiến tranh này là do xung đột lợi ích của nhà nước Nga cổ đại và các tộc người du mục thảo nguyên Biển Đen. Một khía cạnh khác của các cuộc chiến tranh này là gia tăng sự xung đột giữa các công tước Nga, những người đôi khi liên minh với người Cuman.
Các cuộc chiến tranh này thường được chia ra làm ba giai đoạn: phần đầu (nửa đầu thế kỷ XI), phần hai liên quan đến hoạt động của nhà chính trị và quân sự nổi tiếng, Vladimir Monomakh (hai thập niên đầu thế kỷ XII), và phần cuối (đến giữa thế kỷ XIII) mà một phần giai đoạn này là cuộc hành binh của công tước Igor Novgorod-Seversky được mô tả trong "Câu chuyện về cuộc hành binh Igor" nổi tiếng.